# Hydaticus orissaensis
Hydaticus orissaensis är en skalbaggsart som beskrevs av Nilsson 1999. Hydaticus orissaensis ingår i släktet Hydaticus och familjen dykare. Inga underarter finns listade i Catalogue of Life.